# 一乗閣

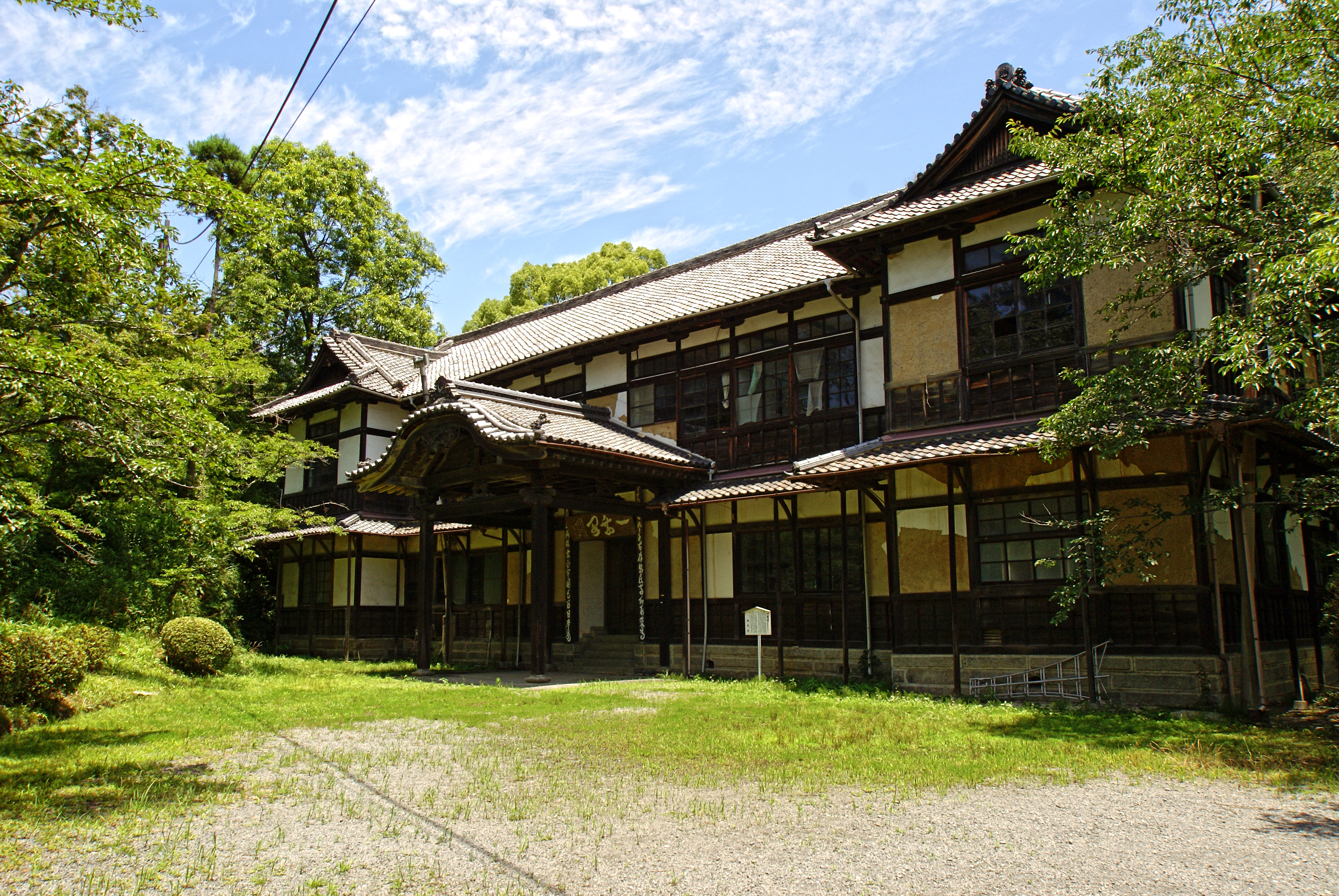
移築前の一乗閣

一乗閣（いちじょうかく）は、和歌山県岩出市根来（ねごろ）にある歴史的建造物で、かつての和歌山県議会議事堂である。

## 沿革
- 1896年 - 和歌山県和歌山市一番丁に和歌山県議会議事堂として竣工
- 1911年8月15日 - 議場で夏目漱石が「現代日本の開化」の題で講演を行う。
- 1938年 - 県庁舎移転に伴い、和歌山県議会議事堂としての役割を終える。
- 1941年 - 国鉄東和歌山駅前（和歌山市美園町）に移築されて和歌山県農協中央会の施設として使用される。
- 1962年 - 現在地である根来寺境内、光明真言殿の南に移築され、宿泊施設に転用。一乗山根来寺の名に因んで「一乗閣」と名付けられる。
- 2004年12月10日 - 登録有形文化財に登録
- 2005年5月31日 - 「旧和歌山県会議事堂」として和歌山県指定有形文化財に指定（これに伴い、登録有形文化財の登録は抹消）[1]
- 2016年4月 - 老朽化に伴い、移築復元工事が実施され、根来寺近くの「若もの広場」隣に移転。2016年4月1日から一般公開されている。[2][3]
- 2017年7月 - 国の重要文化財に指定[4][5]。

## 建築概要
希少性が高い19世紀の大型和風建造物で、吹き抜けの議場の格子天井や玄関周りの彫刻など細部の装飾に至るまで和の様式で統一されている。
- 竣工 - 明治29年（1896年）
- 構造 - 木造、地上2階建、入母屋造
- 建築面積 - 937m2
- 延床面積 - 1,523m2
- 棟高 - 12m
- 総工費 - 34,200円
- 備考 - 国の重要文化財（2017年7月31日指定）、ヘリテージング100選の一つ

## 観光

### 所在地
- 〒649-6202 和歌山県岩出市根来2347 -22

### 交通アクセス
- 京奈和自動車道岩出根来ICから約1キロ
- 岩出駅からタクシー
- 和歌山バス那賀「ねごろ歴史の丘」下車すぐ

### 周辺情報
- 道の駅ねごろ歴史の丘（すぐ横）
  - 岩出市民俗資料館（隣接） - 根来寺発祥の根来塗をはじめとする岩出市の文化・文化財を紹介する施設
- 根来SL公園 - 道路を挟んだ高台にある
- 岩出市立岩出図書館
- 和歌山県植物公園緑花センター
- 根来山げんきの森
- 上岩出神社
- 道の駅根来さくらの里
- 和歌山県庁舎